# Torneo Interbritannico 1913
Il Torneo Interbritannico 1913 fu la trentesima edizione del torneo di calcio conteso tra le Home Nations dell'arcipelago britannico. Il torneo fu vinto dall'Inghilterra.

## Risultati
| Data             | Luogo   | Squadra 1   | Risultato | Squadra 2   |
| ---------------- | ------- | ----------- | --------- | ----------- |
| 18 gennaio 1913  | Belfast | Irlanda     | 0 - 1     | Galles      |
| 15 febbraio 1913 | Belfast | Irlanda     | 2 - 1     | Inghilterra |
| 3 marzo 1913     | Wrexham | Galles      | 0 - 0     | Scozia      |
| 15 marzo 1913    | Dublino | Irlanda     | 1 - 2     | Scozia      |
| 17 marzo 1913    | Bristol | Inghilterra | 4 - 3     | Galles      |
| 5 aprile 1913    | Londra  | Inghilterra | 1 - 0     | Scozia      |

## Classifica
| Pos | Squadra     | Pti | G | V | N | P | GF | GS |
| --- | ----------- | --- | - | - | - | - | -- | -- |
| 1   | Inghilterra | 4   | 3 | 2 | 0 | 1 | 6  | 5  |
| 2   | Galles      | 3   | 3 | 1 | 1 | 1 | 4  | 4  |
| 2   | Scozia      | 3   | 3 | 1 | 1 | 1 | 2  | 2  |
| 4   | Irlanda     | 2   | 3 | 1 | 0 | 2 | 3  | 4  |

## Vincitore
| Campione 1913 Inghilterra |